# South Park (sæson 8)
South Park sæson 8 er den ottende sæson af South Park, en amerikansk animeret sitcom skabt af Trey Parker og Matt Stone. Sæsonen startede den 17. marts 2004 og sendte 14. og sidste afsnit den 15. december 2004.

## Afsnit
| Serie # | Sæson # | Titel                                | Instruktør  | Forfatter(e) | Original sendedato | Seere i USA |
| 112 | 1       | "Good Times with Weapons"            | Trey Parker | Trey Parker  | 17. marts 2004     | N/A         |
| Drengene køber japanske våben på et marked og forestiller sig selv som anime-figurer, men da Kenny rammer Butters i dennes Professor Chaos-udklædning med en kastestjerne, skal de skynde sig at få Butters på hospitalet uden at blive opdaget.                                                                                  |         |                                      |             |              |                    |             |
| 113 | 2       | "Up the Down Steroid"                | Trey Parker | Trey Parker  | 24. marts 2004     | N/A         |
| Jimmy bruger steorider til at snyde ved Special Olympics og Cartman forklæder sig selv som et barn med et mentalt handicap for at kunne deltage.. |         |                                      |             |              |                    |             |
| 114 | 3       | "The Passion of the Jew"             | Trey Parker | Trey Parker  | 31. marts 2004     | N/A         |
| Kyle ser endelige Mel Gibsons The Passion of the Christ og beslutter at Cartmans antisemitiske påstande er rigtige. Stan og Kenny ser også filmen og hader den, hvilket får dem til at tage til Malibu for at få deres penge tilbage fra Mel Gibson selv.                                                                         |         |                                      |             |              |                    |             |
| 115 | 4       | "You Got F'd in the A"               | Trey Parker | Trey Parker  | 7. april 2004      | N/A         |
| I denne spoof på You Got Served, samler Stan en Raisins-pige, en goth, og en Dance Dance Revolution-mester for at konkurrerer mod en gruppe breakdansere fra Orange County. Man finder ud af at Butters er en god stepdanser, men han har flashbacks tilbage til en stepdansekonkurrence hvor han var skyld i død og ødelæggelse. |         |                                      |             |              |                    |             |
| 116 | 5       | "AWESOM-O"                           | Trey Parker | Trey Parker  | 14. april 2004     | N/A         |
| Butters bliver venner med en robot (som faktisk er Cartman i forklædning) han modtager med posten og tager denne med til Hollywood, hvor filmbosser vil have ham for hans ideer, hvor over 800 af dem har Adam Sandler i hovedrollen, og regeringen vil have ham på grund af national sikkerhed.                                  |         |                                      |             |              |                    |             |
| 117 | 6       | "The Jeffersons"                     | Trey Parker | Trey Parker  | 21. april 2004     | N/A         |
| En mystisk og meget excentrisk ny nabo ved navn Michael Jefferson flytter til byen med hans tildækkede søn, hvilket starter en frygt om at han er en uegnet forælder og politiet forsøger at anklage ham for kriminalitet han ikke har begået.                                                                                    |         |                                      |             |              |                    |             |
| 118 | 7       | "Goobacks"                           | Trey Parker | Trey Parker  | 28. april 2004     | N/A         |
| Folk i byen bliver sure da immigranter fra år 3045 ankommer for at tage indbyggernes jobs for en lavere løn. |         |                                      |             |              |                    |             |
| 119 | 8       | "Douche and Turd"                    | Trey Parker | Trey Parker  | 27. oktober 2004   | N/A         |
| Stan bliver tvunget til at stemme i en afstemning om skolens nye maskot efter at PETA har protesteret imod den gamle. |         |                                      |             |              |                    |             |
| 120 | 9       | "Something Wall-Mart This Way Comes" | Trey Parker | Trey Parker  | 3. november 2004   | N/A         |
| Da en Wall-Mart butik kommer til South Park, bliver byboerne skilt mellem kærligheden til butikkens lave priser og deres anti-firma had mod butiksgiganten, hvilket har gjort det centrale South Park til en spøgelsesby. |         |                                      |             |              |                    |             |
| 121 | 10      | "Pre-School"                         | Trey Parker | Trey Parker  | 10. november 2004  | N/A         |
| En bølle fra drengenes fortid har fået udgang fra ungdomsfængslet, hvilket tvinger dem til at gemme sig. |         |                                      |             |              |                    |             |
| 122 | 11      | "Quest for Ratings"                  | Trey Parker | Trey Parker  | 17. november 2004  | N/A         |
| Drengenes skole-nyhedsshow konkurrerer mod et rivaliserende tv-program lavet af Craig. |         |                                      |             |              |                    |             |
| 123 | 12      | "Stupid Spoiled Whore Video Playset" | Trey Parker | Trey Parker  | 1. december 2004   | N/A         |
| Wendy føler at hun bliver udelukket, da alle fjerdeklassespigerne starter at men at efterligne de luderagtige ting Paris Hilton gør. Paris Hilton forsøger også at købe Butters fra hans forældre. |         |                                      |             |              |                    |             |
| 124 | 13      | "Cartman's Incredible Gift"          | Trey Parker | Trey Parker  | 8. december 2004   | N/A         |
| Cartman tror han har opnået paranormale evner efter at have været ude for en ulykke, og han misbruger evner ved at blive en psykisk privatdetektiv. |         |                                      |             |              |                    |             |
| 125 | 14      | "Woodland Critter Christmas"         | Trey Parker | Trey Parker  | 15. december 2004  | N/A         |
| Stan hjælper, hvad der ser ud til at være uskyldige, skovdyr, med at forberede fødslen af deres messias, antikrist. |         |                                      |             |              |                    |             |

## Eksterne links
- South Park Studios – officielle website med video streaming af hele afsnit.